# Gürtel-Sandfisch
Der Gürtel-Sandfisch (Serranus subligarius) ist ein kleiner Sägebarsch (Serranidae), der nur zehn Zentimeter lang wird. Er ernährt sich räuberisch von kleinen Fischen und Krebstieren. Namensgebend für die Fische ist ein dunkles Band, das sich von der Rückenflosse, zwischen dem hart- und dem weichstrahligen Teil beginnend, bis hinter den weißlichen Bauch erstreckt. Alle Flossen, mit Ausnahme der Bauchflossen, sind gepunktet. 

## Verbreitung
Er lebt an der Küste Floridas. Gelegentlich findet man Exemplare nördlich bis North Carolina und an der Nordküste des Golf von Mexiko. Es gibt keine Gürtel-Sandfische in der Karibik und bei den Bahamas. Sie sind keine Bewohner der Korallenriffe, sondern bevorzugen flaches Wasser mit Sandböden bis in eine Tiefe von 20 Meter.

## Fortpflanzung
Die Tiere sind Hermaphroditen. Sie werden mit einer Länge von 4,5 Zentimeter geschlechtsreif. In der Natur übernehmen sie dann zuerst den weiblichen Part. Ab einer Länge von 8 Zentimeter nehmen sie dann die männliche Rolle ein. Tiere, die im Aquarium einzeln gehalten wurden, haben Eier gelegt, aus denen Larven geschlüpft sind. Sie haben sich also selbst befruchtet.